# Loxodroomnavigatie

De hoek met de meridianen blijft bij de loxodroom gelijk, terwijl die bij de grootcirkel toeneemt.

Terwijl de hoek gelijk blijft, neemt de booglengte van een parallel af met toenemende breedte.

Loxodroomnavigatie is het navigeren naar een bepaalde positie langs de loxodroom, een lijn over het aardoppervlak die met alle meridianen een gelijke hoek maakt en waar de koers gelijk blijft. Het wordt toegepast bij kustnavigatie en relatief korte trajecten. Bij grotere afstanden wordt grootcirkelnavigatie toegepast, omdat de afstand die daarbij moet worden afgelegd kleiner is. Loxodroomnavigatie op een kompas is eenvoudiger.
In het Engels wordt daarbij onderscheid gemaakt tussen:
- plane sailing
- traverse sailing
- parallel sailing, koers 90° of 270°
- middle-latitude sailing of mean and corrected mean latitude sailing
- Mercator sailing

## Plane sailing

Plane sailing-driehoek
Met goniometrie zijn hiermee de koers, afstand en het breedteverschil te bepalen

Het is met goniometrie mogelijk wanneer de Aarde op een kaart als plat vlak is weergegeven, koers, afstand en breedteverschil af te leiden. Het lengteverschil is met deze methode niet te bepalen en het is ook alleen voor afstanden mogelijk tot enkele honderden zeemijlen.
De berekeningen worden daarbij gedaan aan de hand van een rechthoekige driehoek. De rechthoekszijdes zijn daarbij de meridiaan door het punt van vertrek {\displaystyle A} en de parallel door het punt van aankomst {\displaystyle B}, terwijl de schuine zijde wordt gevormd door de loxodroom tussen {\displaystyle A} en {\displaystyle B}.
Als de koers {\displaystyle K} en afstand {\displaystyle V_{lox}} bekend zijn, volgt het breedteverschil {\displaystyle \Delta \phi _{AB}} uit:
{\displaystyle \Delta \varphi _{AB}=V_{lox}\cdot \cos K}
Als het breedteverschil en de koers bekend zijn, volgt de afstand uit:
{\displaystyle V_{lox}={\frac {\Delta \varphi _{AB}}{\cos K}}}
Het lengteverschil in graden kan op deze manier niet worden uitgerekend, omdat met toenemende breedte de afstand van een graad langs de parallel afneemt. Deze departure {\displaystyle p}, de afstand van de oost-west-component van de loxodroom tussen {\displaystyle A} en {\displaystyle B}, is in zeemijlen:
{\displaystyle p=V_{lox}\cdot \sin K}

## Traverse sailing

Traverse sailing
Achtereenvolgende koerslijnen kunnen worden gecombineerd tot een enkele koers en afstand.

Een traverse is een aantal koerslijnen bij elkaar genomen. Dit komt voor bij zeilschepen die laveren, waarbij verschillende koersen aan de wind worden gevaren. De traverse sailing geeft de resultante van deze koersen. Deze resultante kan worden gevonden door de koersen grafisch uit te zetten, maar kan ook worden berekend door van alle koerslijnen het breedteverschil en de departure op te tellen.

## Parallel sailing
Bij de koersen 90° en 270° wordt een parallel gevolgd, zodat alleen de lengte verandert. De verheid of afstand is dan de booglengte van het lengteverschil. De booglengte van parallel {\displaystyle AB} verhoudt zich tot de booglengte van de evenaar {\displaystyle CD} met de cosinus van de breedte {\displaystyle \phi } zodat de verheid met
{\displaystyle V_{par}=60\cdot \Delta \lambda _{AB}\cdot \cos \varphi }
kan worden gevonden. Andersom geldt voor het lengteverschil:
{\displaystyle \Delta \lambda _{AB}={\frac {V_{par}}{60\cdot \cos \varphi }}}

## Meridiaan
Bij een koers van 0° of 180° wordt een meridiaan gevolgd, zodat alleen de breedte verandert. Aangezien meridianen grootcirkels zijn, geldt:
{\displaystyle V_{mer}=60\cdot \Delta \varphi _{AB}}
Andersom geldt voor het breedteverschil:
{\displaystyle \Delta \varphi _{AB}={\frac {V_{par}}{60}}}

## Middle-latitude sailing
Bij middle-latitude sailing wordt plane sailing gecombineerd met parallel sailing om het lengteverschil te vinden. In plaats van de middelbreedte wordt uit praktische overwegingen vaak de gemiddelde breedte genomen. De departure {\displaystyle p} wordt op die breedte {\displaystyle \phi _{m}} omgerekend naar een lengteverschil.
{\displaystyle \Delta \lambda _{AB}={\frac {p}{60\cdot \cos \varphi _{m}}}}
Als de koerslijn over de evenaar gaat, moeten de noord- en zuidcomponent afzonderlijk worden opgelost.

## Mercator sailing

Door in plaats van het breedteverschil gebruik te maken van het vergrotende breedteverschil kan het lengteverschil worden gevonden.

Bij grotere afstanden is plane sailing onnauwkeurig, omdat hoekverschillen over de meridiaan direct naar een afstand kunnen worden omgezet, maar over de parallel niet. Parallellen zijn namelijk kleincirkels waarvan de straal afneemt met de toenemende breedte, zodat een gelijk hoekverschil op hogere breedte overeenkomt met een kleinere booglengte, die op de polen zelfs nul wordt. De meridianen zijn grootcirkels, zodat de booglengte gelijk blijft.

### Vergrotende breedte
Voor andere koersen dan die langs een parallel of meridiaan kan de Mercator sailing worden toegepast. Dit is vergelijkbaar met plane sailing, maar maakt in plaats van het breedteverschil gebruik van het verschil {\displaystyle \Delta \setminus B_{AB}} in vergrotende breedte en in plaats van de departure van het lengteverschil {\displaystyle \Delta \lambda _{AB}}.
Om de koers en verheid af te kunnen leiden tussen twee posities, moeten de lengtes tussen de parallellen en de meridianen overeenkomen. Dit wordt bereikt door de schalen langs de parallel en de meridiaan gelijk te maken. De schaal op de evenaar {\displaystyle s_{0}} verhoudt zich tot de schaal op breedtegraad {\displaystyle \phi s_{\phi }} volgens de schaalformule:
{\displaystyle s_{\varphi }={s_{0} \over \cos \varphi }}
Dit is in de richting van de parallel. Om afstanden langs de parallel en de meridiaan gelijk te maken, moet de afstand tussen de parallellen toenemen. Dit is de vergrotende breedte.
Voor het vergrotende breedteverschil tussen positie {\displaystyle A} en {\displaystyle B} geldt:
{\displaystyle \Delta \backslash \!B_{AB}={180^{\circ } \over \pi }\ln \left[{\frac {\tan \left({\pi  \over 4}+{\varphi _{B} \over 2}\right)}{\tan \left({\pi  \over 4}+{\varphi _{A} \over 2}\right)}}\right]}

### Koers en verheid
De koers {\displaystyle K} tussen {\displaystyle A} en {\displaystyle B} kan dan worden uitgerekend aan de hand van:
{\displaystyle \tan K_{lox}={\frac {\Delta \lambda _{AB}}{\Delta \backslash \!B_{AB}}}}
De loxodromische afstand VloxAB is:
{\displaystyle V_{loxAB}={\frac {60\cdot \Delta \varphi _{AB}}{\cos K_{lox}}}}

### Met gegist bestek gevonden positie
Als positie {\displaystyle A} en de koers en afstand zijn gegeven, volgt positie {\displaystyle B} uit het breedte- en lengteverschil. Het breedteverschil is:
{\displaystyle \Delta \varphi _{AB}={\frac {V_{loxAB}\cdot \cos K}{60}}}
Het lengteverschil {\displaystyle \Delta \lambda _{AB}} volgt uit:
{\displaystyle \Delta \lambda _{AB}=\tan K_{lox}\cdot \Delta \backslash \!B_{AB}}
De met gegist bestek gevonden positie {\displaystyle (\phi ,\lambda )} is dan:
{\displaystyle \varphi _{B}=\varphi _{A}+\Delta \varphi _{AB}}
{\displaystyle \lambda _{B}=\lambda _{A}+\Delta \lambda _{AB}}